# Praia de Galapinhos
Eleita como a Melhor Praia Europeia de 2017, pelo site European Best Destinations, esta praia, de águas calmas e límpidas, está integrada no Parque Natural da Arrábida, em Setúbal.
1. ↑  «E a praia mais bonita da Europa é… a de Galapinhos». OBSERVADOR. 3 de maio de 2017
2. ↑  «Galapinhos the beach - Arrabida Natural Park, Setubal - Portugal». European Best Destinations

## Galeria

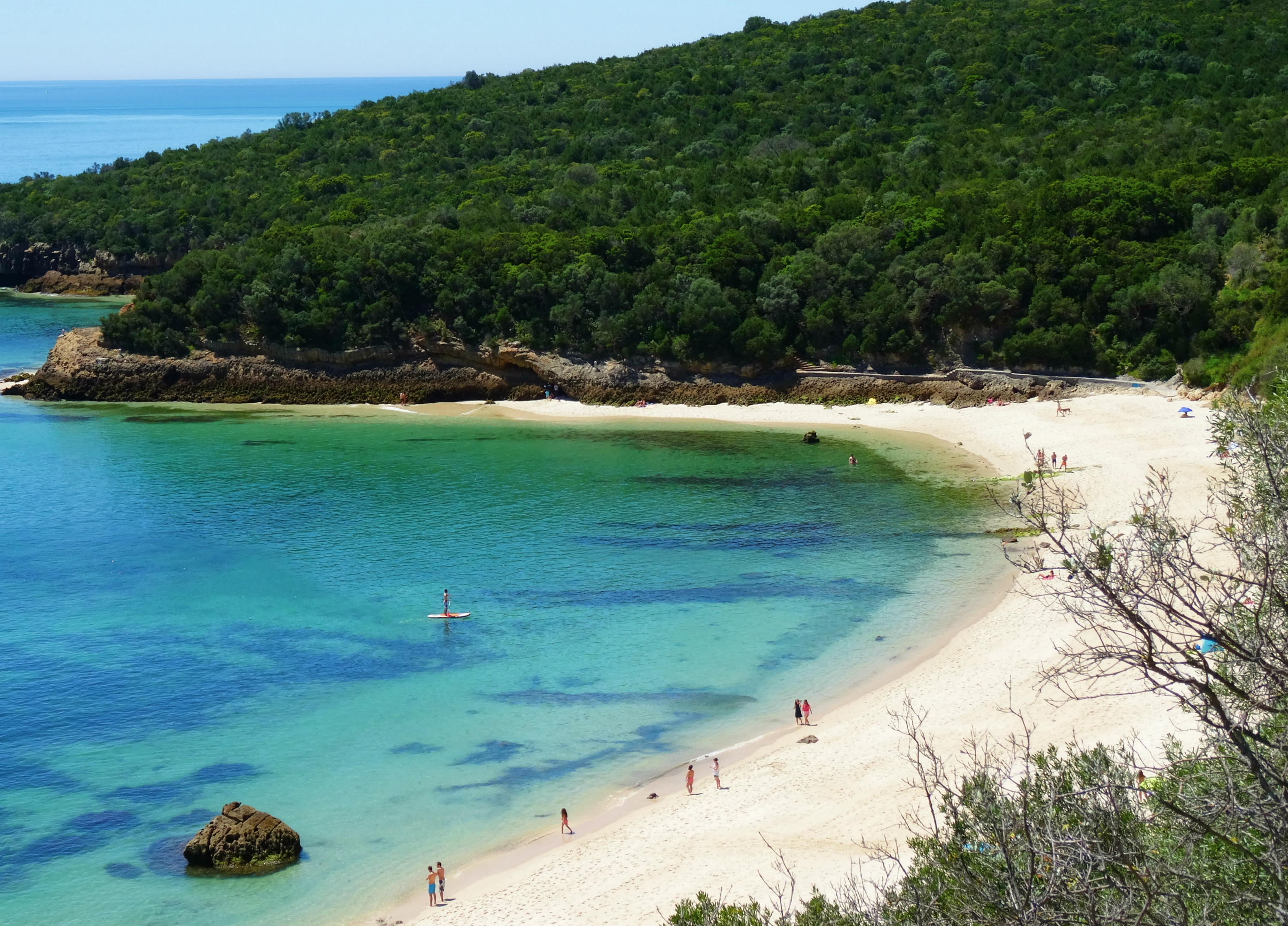